# William de Wiveleslie Abney
William de Wiveleslie Abney, FRS, angleški astronom, kemik in fotograf, * 24. julij 1843, Derby, grofija, Derbyshire, Anglija, † 3. december 1920, Folkestone, grofija Kent, Anglija.
Abney je najbolj znan po (tehniških) izboljšavah na področju fotografije.
Bil je tudi: predsednik Kraljeve fotografske družbe (1892-94, 1896, 1903-05), predsednik Kraljeve astronomske družbe (1893-95) in predsednik Fizikalne družbe Londona (1895-97).